# Gelasma fuscipuncta
Gelasma fuscipuncta är en fjärilsart som beskrevs av W. Warren 1898. Gelasma fuscipuncta ingår i släktet Gelasma och familjen mätare. Inga underarter finns listade i Catalogue of Life.